# Moquiniella rubra
Moquiniella rubra är en tvåhjärtbladig växtart som först beskrevs av Spreng. f., och fick sitt nu gällande namn av Simone Balle. Moquiniella rubra ingår i släktet Moquiniella och familjen Loranthaceae. Inga underarter finns listade i Catalogue of Life.